# Scuola vaticana di biblioteconomia
La Scuola vaticana di biblioteconomia è un istituto con sede nella Città del Vaticano fondato nel 1934 per volontà di papa Pio XI, già in precedenza bibliotecario alla Biblioteca Ambrosiana e poi prefetto della Biblioteca apostolica vaticana. La scuola ha lo scopo di formare personale idoneo ad ordinare e a valorizzare il materiale librario, secondo le esigenze di una moderna biblioteca.

## Descrizione e storia
Il primo corso, nel 1934-1935, fu inaugurato da Eugène Tisserant, che allora era pro-prefetto della Biblioteca apostolica vaticana. Gli alunni dovevano essere istruiti su come tutelare e restaurare il patrimonio librario, come accrescerlo, come applicare una normativa rigorosa per la catalogazione degli stampati, come organizzare il servizio del prestito e della informazione bibliografica.

### Catalogazione degli stampati alla Biblioteca vaticana
Nel decennio 1925-1935 la Biblioteca apostolica vaticana, grazie all'adozione delle Norme di catalogazione, fu dotata di uno schedario a dizionario che è rimasto un fondamentale strumento di consultazione, per l'attuale sistema informatizzato di catalogazione.
Per la redazione delle schede, nel 1931 furono infatti pubblicate le Brevi norme per l'ordinamento e la catalogazione di biblioteche ecclesiastiche, frutto del lavoro di un gruppo internazionale di bibliotecari, coordinati da John Ansteinsson, bibliotecario della Norges Tekniske Høgskole dell'Università norvegese di scienza e tecnologia di Trondheim. Le Norme s'ispiravano al sistema di catalogazione librario anglo-americano, ma erano state adattate anche alla catalogazione di materiale di carattere religioso: nella Biblioteca vaticana un libro divenne reperibile non più in una giornata, ma in mezz'ora.
Il futuro cardinale Tisserant, che si dedicò alla sezione degli stampati, dal 1930 al 1936, fu pro-prefetto, accanto al cardinale Giovanni Mercati, che era prefetto dal 1919. Cardinale bibliotecario, dal 1929 fino alla morte nel 1934, è stato il gesuita Franz Ehrle.
Assistenti bibliotecari erano Igino Giordani, Gerardo Bruni, Carmelo Scalia ed Enrico Benedetti, cui si aggiunsero Riccardo Matta, Giuseppe Graglia e Nello Vian: tutti erano stati inviati, per un tirocinio, in biblioteche degli Stati Uniti.

### La Scuola nei primi anni
Per formare catalogatori che applicassero con rigore e che diffondessero le Norme, nacque la Scuola vaticana di biblioteconomia. Due erano gli insegnamenti: "Catalogazione e classificazione dei libri" (docente Igino Giordani) e "Bibliografia e ordinamento generale dei servizi di biblioteca" (docente Nello Vian).
La catalogazione era ordinata per materie, con definizione dei soggetti propri di ogni opera libraria. Gli altri compiti - su cui era istruito l'alunno bibliotecario - erano scelta e acquisto dei libri e accessibilità degli studiosi al materiale librario. Il corso, della durata di un anno, si svolgeva di giovedì, da novembre a giugno, in un arco di cinquanta lezioni, ognuna di un'ora, e con esercitazioni pomeridiane.
Nell'anno accademico 1938-1939 aumentò il numero degli insegnamenti, la Bibliografia divenne un corso autonomo e fu aggiunto il corso di Storia del libro. Le ore di lezione aumentarono a settantacinque e le esercitazioni furono raddoppiate. Col tempo, arrivarono nuovi insegnanti: Lamberto Donati, Luigi Michelini Tocci, Niccolò Del Re, Romeo De Maio, Carlo Federici e altri.
Nei primi sette anni, 424 furono gli allievi iscritti, ma i diplomati risultano 200, quindi meno della metà. Nei primi anni gli allievi provenivano dall'Italia, dalla Spagna e dai paesi dell'America Latina, dai paesi dell'Europa continentale, in particolare da Francia, Germania, Belgio e Olanda, dall'America settentrionale e da paesi slavi. In tempi recenti sono arrivati alunni anche dai paesi arabi, africani e da India, Cina, Corea e Vietnam. Oltre agli ecclesiastici, furono sempre ammessi laici, uomini e donne.

### Le tre sedi della Scuola
Nei primi anni gli alunni erano ospitati negli uffici della Biblioteca. Papa Pio XII inaugurò la prima sede della Scuola, nel 1941. Una nuova aula - con ingresso dal Cortile del Belvedere - entrò in funzione, a partire dall'anno accademico 1977-1978. L'aula, di 100 posti, aveva una vetrina per esporre materiale prezioso e utile alla didattica (manoscritti, incunaboli e rari, repertori bibliografici, oggetti da museo). Erano stati predisposti i terminali, collegati al sistema di catalogazione computerizzato della Biblioteca vaticana; c'erano proiettori per filmati, videocassette, diapositive e lucidi. Paul Canart e poi il canadese Leonard Eugène Boyle (1923–1999) ebbero la direzione della Scuola.
Negli anni Novanta furono messi a punto progetti di avanguardia, per realizzare la catalogazione informatica. Dal 1999 sono ammessi a frequentare la Scuola solo alunni in possesso di laurea o diploma equivalente. Il numero annuale degli allievi è sceso da cento a cinquanta, quindi si è fermato a quarantotto. Dall'anno accademico 2002-2003 la Scuola ha una nuova sede, al piano terreno nel Palazzo San Paolo, in via della Conciliazione. L'aula, informatizzata, di quarantotto posti, è collegata con il sistema centrale della Biblioteca vaticana. Due sono le aule minori: una per la biblioteca professionale, l'altra per accogliere le tesi bibliografiche degli studenti.

### Ordinamento didattico
Dal 2018, la Scuola ha trasformato il corso da annuale in biennale, per 120 crediti formativi universitari, preparandone l'equiparazione ai corsi di specializzazione in biblioteconomia che si tengono in Italia, ma dal 2023 al 2026 è possibile, per i diplomati dall'anno accademico 2010-2011, integrare la propria formazione ed ottenere l'equipollenza al diploma biennale.

### Riconoscimento in Italia
Non esistendo ancora la Scuola all'atto della redazione dei Patti lateranensi, nel Concordato all'art. 10 venivano riconosciuti in Italia solo i «diplomi che si conseguono nelle scuole di paleografia, archivistica e diplomatica documentaria erette presso la biblioteca e l’archivio nella Città del Vaticano», risultando la Biblioteca vaticana solo citata. Tuttavia, un riconoscimento de facto fu sancito con Decreto del presidente della Repubblica 10 novembre 1966, n. 1356, che all'art. 7 del regolamento allegato stabiliva la valutabilità del diploma di biblioteconomia nei concorsi per la carriera direttiva delle biblioteche statali. Per il riconoscimento de iure si dovette attendere la revisione del Concordato del 1984, ratificata dall'Italia con Legge 25 marzo 1985, n. 121 ed entrata in vigore il 3 giugno 1985. L'art. 10 dell'accordo citato, infatti, andava a modificare l'art. 40 del concordato del 1929, dichiarando la validità in Italia del diploma di biblioteconomia vaticano. A coronamento di questa procedura, il decreto del Ministro dell'università e della ricerca 27 gennaio 2025 applica la legge e riconosce la Scuola «istituzione della  formazione  superiore di rilevanza scientifica sul piano internazionale nei settori scientifico-disciplinari  correlati alle scienze bibliografiche e biblioteconomiche», dichiarando i diplomi biennali conseguitivi «equivalenti ai corrispondenti diplomi di specializzazione in beni archivistici e librari di cui al decreto del Ministro dell'istruzione, dell'università e della ricerca, di concerto del Ministro per i beni e le attività culturali, del 31 gennaio 2006, o discipline affini, rilasciati dalle università italiane».